# Jermaine O’Neal
Jermaine Gregory O’Neal (* 13. Oktober 1978 in Columbia, South Carolina) ist ein ehemaliger US-amerikanischer Basketballspieler, der von 1996 bis 2014 in der NBA aktiv war, zuletzt bei den Golden State Warriors. Er ist 2,11 Meter groß und wurde auf den Positionen Center und Power Forward eingesetzt.
O’Neal wurde 1996 von den Portland Trail Blazers direkt aus der Highschool gedraftet und war bei seinem ersten Profieinsatz 18 Jahre alt; zu diesem Zeitpunkt der jüngste Spieler, der jemals ein NBA-Spiel bestritt. In seiner Laufzeit mit den Indiana Pacers war er unter anderem 6-mal NBA All-Star (2002–2007) und gewann im Jahr 2002 die Auszeichnung des NBA Most Improved Players. 

## Karriere

### High School
O’Neal besuchte die Eau Claire High School. In seiner letzten Saison erzielte er 22,4 Punkte, 12,4 Rebounds und 5,2 Blocks pro Spiel. Er entschied sich dazu, kein College zu besuchen und direkt von der Highschool in die NBA zu wechseln.

### NBA-Karriere

#### Portland Trail Blazers
Er wurde 1996 von den Portland Trail Blazers an 17. Stelle gedraftet. Dort begegnete er mit Arvydas Sabonis, Rasheed Wallace und Clifford Robinson starker Konkurrenz auf seiner Position.
Bei seinem NBA-Debüt war er 18 Jahre, einen Monat und 22 Tage alt. Damit war er der damals jüngste Spieler, der je in der NBA eingesetzt wurde. Diese Marke wurde später von Andrew Bynum unterboten. In vier Saisons mit den Blazers konnte er sich nicht durchsetzen, da er stets starke Konkurrenz auf seiner Position hatte.

#### Indiana Pacers
Im Jahre 2000 wechselte er im Tausch für Center Dale Davis zu den Indiana Pacers, die sich gerade im Umbau befanden. In seinen ersten Playoffs verloren die Pacers 1:3 gegen Allen Iverson und die Philadelphia 76ers. Im Jahr 2002 wurde O’Neal erstmals ins All-Star-Team berufen. Außerdem wurde er zum Most Improved Player gewählt. Bei der FIBA-Weltmeisterschaft kamen er und das Team der USA nur auf Platz sechs.

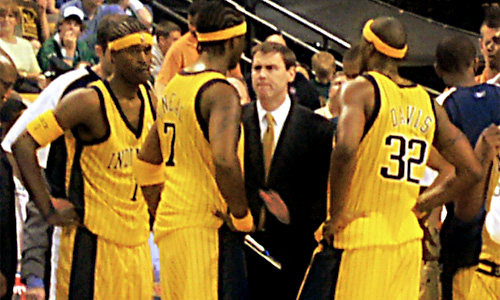
In seiner Zeit bei den Pacers gehörte O’Neal (Mitte) zu den besten „Big Men“ der Liga

Der Power Forward/Center erzielte während der regulären Saison 2003/04 im Schnitt 20 Punkte und 10 Rebounds. Dadurch verlängerte sich nach der Saison sein Vertrag für sieben Jahre und über 120 Millionen US-Dollar bei den Pacers. Aufgrund einer Verletzung musste O’Neal die Teilnahme an den Olympischen Spielen in Athen absagen.
Beim als Spitzenspiel angekündigten Duell am 19. November 2004 kam es eine Minute vor Ende der Partie zu einer der spektakulärsten Szenen der NBA-Geschichte, der später als „Malice at the Palace“ bekannt wurde. Nach einem harten Foul von Defense-Ass Ron Artest an Ben Wallace kam es zu einem von Wallace ausgelösten Handgemenge. Daraufhin wurde Artest von einem Zuschauer mit einem Plastikbecher abgeworfen. Er stürmte die Tribüne und löste eine heftige Massenschlägerei aus, bei der auch mehrere Zuschauer involviert waren.
O’Neal, der dabei ebenfalls mitmischte, wurde daraufhin zu 25 Spielen Sperre verurteilt, die aber im Nachhinein auf 15 reduziert wurden. Nach seiner Rückkehr erzielte er unter anderem 55 Punkte gegen die Milwaukee Bucks. Nach dem Auftritt beim All-Star Game in Denver hinderte ihn eine Schulterverletzung an einem guten Saisonabschluss. In 44 Spielen in der Saison 2004/05 kam er auf einen Karrierebestwert von 24 Punkte pro Spiel.
2005/06 galt die nun vollzählige Mannschaft als Favorit auf die Meisterschaft. Aber Verletzungen und interne Querelen führten zu schwachen Leistungen. O’Neal verletzte sich so schwer an der Leiste, dass er fast zwei Monate aussetzen musste. Auch das All-Star-Game fiel für ihn aus. Nachdem er kurz vor den Playoffs wieder fit geworden war, zeigte er beim Aus gegen die Nets eine gute Leistung.
In der Spielzeit 2006/07 konnten O’Neal und die Indiana Pacers sich erstmals in 11 Jahren nicht für die Playoffs qualifizieren. Jermaine wurde von den Coaches der NBA ins All-Star-Team des Ostens berufen, zum sechsten Mal; ein Rekord der Indiana Pacers. Im Schnitt verbuchte er in dieser Saison 19 Punkte, 10 Rebounds und einen Karriererekord von 2,6 Blocks pro Spiel. Nach 69 verpassten Spielen in den letzten beiden Saisons blieb O’Neal in dieser Saison von Verletzungen (und Sperren) größtenteils verschont und verpasste nur 13 Spiele, konnte jedoch nach dem All-Star-Break nicht mehr mit der Mannschaft mittrainieren, da er sein lädiertes Knie für die Spiele schonte. Dennoch verloren die Pacers 11 Spiele hintereinander und waren damit im Kampf um die Playoffs gescheitert.

#### Toronto Raptors
Am 25. Juni 2008 beschlossen die Pacers, O’Neal von den Pacers zu den Toronto Raptors zu traden. Bei diesem Trade wurden O’Neal, Forward Maceo Baston und der Pacers-Draft-Pick im NBA-Draft 2008 (41. Stelle) für Torontos Point Guard T.J. Ford, Center Radoslav Nesterovič und den 17. Pick der Raptors getradet. Dort schwankten seine Leistungen, er harmonierte nicht recht mit Franchise-Player Chris Bosh und hatte in einer schwachen Saison der Raptors viele Verletzungsprobleme.

#### Miami Heat
Am 13. Februar 2009 wurde er von den Raptors gegen Shawn Marion nach Florida zu den Miami Heat getradet. Neben O’Neal transferierten die Raptors zusätzlich Jamario Moon und einen Erstrunden-Pick zwischen 2010 und 2015 nach Miami. Im Gegenzug bekam Toronto neben Marion Point Guard Marcus Banks und einen Geldzuschlag. In beiden Jahren erreichte man die Playoffs, scheiterte aber in der ersten Runde.

#### Boston Celtics

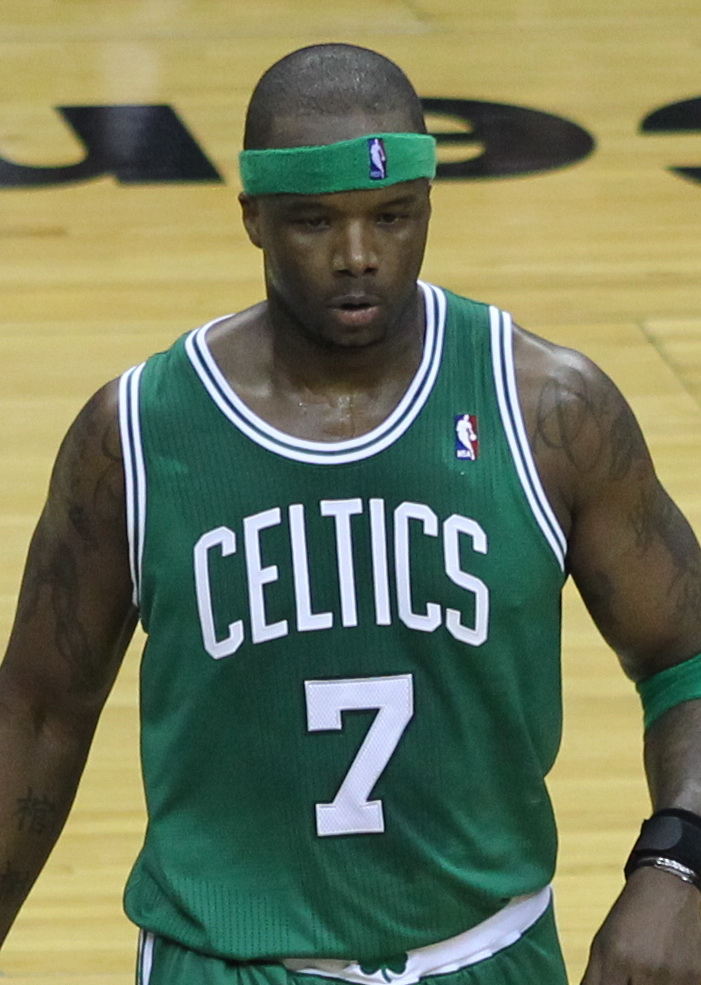
O’Neal bei den Boston Celtics

Zur Saison 2010/11 unterschrieb O’Neal bei den Boston Celtics. In dieser Spielzeit kam Jermaine auf nur 24 Spiele. Er erzielte im Schnitt 5,4 Punkte, 3,6 Rebounds und 1,2 Blocks pro Spiel. Mit den Celtics zog er in die NBA-Playoffs ein und verzeichnete dort im Schnitt 5,8 Punkte, 4,3 Rebounds und 1,7 Blocks. Mit den Celtics schied er im Conference-Halbfinale aus. Sie mussten sich den Miami Heat um Superstars Chris Bosh, Dwyane Wade und LeBron James mit 1:4 geschlagen geben.
In der verkürzten Saison 2011/12 spielte O’Neal nur 25 Spiele für die Celtics, in denen er auf durchschnittlich 5,0 Punkte, 5,4 Rebounds und 1,7 Blocks kam. Sein letztes Spiel für die Celtics bestritt er am 20. Februar 2012. Danach fiel er wegen einer Verletzung am linken Handgelenk bis zum Ende der Saison aus. Am 20. April wurde der Center von den Boston Celtics entlassen.

#### Phoenix Suns
Am 15. August 2012 unterschrieb O’Neal einen Vertrag mit den Phoenix Suns. Zusammen mit Jared Dudley wurde er der Kapitän der Mannschaft. Sowohl die Suns als auch O’Neal hatten eine schwierige Saison 2012/13. Phoenix wurde letzter in der Western Conference, O’Neal musste zunächst selbst aufgrund eines Herzproblems einen halben Monat pausieren, später nahm er sich eine kurze Auszeit, da auch seine Tochter Asjia am Herzen operiert werden musste.

#### Golden State Warriors
Nachdem die Saison in Phoenix sehr unbefriedigend verlaufen und die Mannschaft im Keller der Western Conference gelandet war, erhielt Jermaine keinen neuen Vertrag bei den Suns. Er wechselte daraufhin zu den Golden State Warriors, wo er einen Vertrag bis 2014 unterzeichnete. Am 13. Dezember 2013 erlitt O’Neal einen Bänderriss im rechten Handgelenk und musste operiert werden. Er trainierte nach der Operation am 4. Februar 2014 wieder zusammen mit den Warriors. Kurz darauf entschied er sich, nicht in der NBA-Saison 2014–15 zu spielen.

## Erfolge und Auszeichnungen
- NBA All-Star (6): 2002–2007
- NBA Most Improved Player: 2002
- All-NBA Second Team: 2004
  - All-NBA Third Team (2): 2002, 2003
- NBA Magic Johnson Award: 2004[11]
- McDonald’s All-American: 1996

## Statistiken
| Saison            | Team     | GP  | GS  | MPG  | FG % | 3P % | FT % | RPG  | APG | SPG | BPG | PPG  |
| ----------------- | -------- | --- | --- | ---- | ---- | ---- | ---- | ---- | --- | --- | --- | ---- |
| 1996/97           | Portland | 45  | 0   | 10.2 | .451 | .000 | .603 | 2.8  | .2  | .0  | .6  | 4.1  |
| 1997/98           | Portland | 60  | 9   | 13.5 | .485 | .000 | .506 | 3.4  | .3  | .2  | 1.0 | 4.5  |
| 1998/1999         | Portland | 36  | 1   | 8.6  | .434 | .000 | .514 | 2.7  | .4  | .1  | .4  | 2.5  |
| 1999/00           | Portland | 70  | 8   | 12.3 | .486 | .000 | .582 | 3.3  | .3  | .2  | .8  | 3.9  |
| 2000/01           | Indiana  | 81  | 80  | 32.6 | .465 | .000 | .601 | 9.8  | 1.2 | .6  | 2.8 | 12.9 |
| 2001/02           | Indiana  | 72  | 72  | 37.6 | .479 | .071 | .688 | 10.5 | 1.6 | .6  | 2.3 | 19.0 |
| 2002/03           | Indiana  | 77  | 76  | 37.2 | .484 | .333 | .731 | 10.3 | 2.0 | .9  | 2.3 | 20.8 |
| 2003/04           | Indiana  | 78  | 78  | 35.7 | .434 | .111 | .757 | 10.0 | 2.1 | .8  | 2.5 | 20.1 |
| 2004/05           | Indiana  | 44  | 41  | 34.8 | .452 | .167 | .754 | 8.8  | 1.9 | .6  | 2.0 | 24.3 |
| 2005/06           | Indiana  | 51  | 47  | 35.3 | .472 | .300 | .709 | 9.3  | 2.6 | .5  | 2.3 | 20.1 |
| 2006/07           | Indiana  | 69  | 69  | 35.6 | .436 | .000 | .767 | 9.6  | 2.4 | .7  | 2.6 | 19.4 |
| 2007/08           | Indiana  | 42  | 34  | 28.7 | .439 | .000 | .742 | 6.7  | 2.2 | .5  | 2.1 | 13.6 |
| 2008/09           | Toronto  | 41  | 34  | 29.7 | .473 | .000 | .810 | 7.0  | 1.6 | .4  | 2.0 | 13.5 |
| 2008/09           | Miami    | 27  | 27  | 30.0 | .475 | .000 | .750 | 5.4  | 2.0 | .4  | 2.0 | 13.0 |
| 2009/10           | Miami    | 70  | 70  | 28.4 | .529 | .000 | .720 | 7.0  | 1.3 | .4  | 1.4 | 13.6 |
| 2010/11           | Boston   | 24  | 10  | 18.0 | .459 | .000 | .674 | 3.7  | .5  | .1  | 1.2 | 5.4  |
| 2011/12           | Boston   | 25  | 24  | 22.8 | .433 | .000 | .677 | 5.4  | .4  | .3  | 1.7 | 5.0  |
| 2012/13           | Phoenix  | 55  | 4   | 18.7 | .482 | .000 | .835 | 5.3  | .8  | .3  | 1.4 | 8.3  |
| Karriere          |          | 967 | 684 | 27.4 | .466 | .147 | .713 | 7.3  | 1.4 | .5  | 1.8 | 13.4 |
| NBA All-Star Game |          | 5   | 2   | 24.0 | .478 | .000 | .667 | 7.6  | .8  | .8  | 1.4 | 11.2 |

### Playoffs
| Saison   | Team     | GP | GS | MPG  | FG % | 3P % | FT % | RPG  | APG | SPG | BPG | PPG  |
| -------- | -------- | -- | -- | ---- | ---- | ---- | ---- | ---- | --- | --- | --- | ---- |
| 1997     | Portland | 2  | 0  | 2.0  | .000 | .000 | .000 | .5   | .0  | .0  | .5  | .0   |
| 1998     | Portland | 1  | 0  | 3.0  | .000 | .000 | .000 | 1.0  | .0  | .0  | 2.0 | .0   |
| 1999     | Portland | 9  | 0  | 6.1  | .400 | .000 | .500 | 1.9  | .1  | .0  | .3  | 1.6  |
| 2000     | Portland | 8  | 0  | 4.8  | .273 | .000 | .667 | .9   | .1  | .0  | .4  | 1.5  |
| 2001     | Indiana  | 4  | 4  | 39.3 | .436 | .000 | .500 | 12.5 | 1.8 | .0  | 2.5 | 9.8  |
| 2002     | Indiana  | 5  | 5  | 38.4 | .447 | .000 | .750 | 7.6  | 1.0 | .8  | 1.6 | 17.2 |
| 2003     | Indiana  | 6  | 6  | 45.3 | .467 | .000 | .785 | 17.5 | .7  | .5  | 3.0 | 22.8 |
| 2004     | Indiana  | 16 | 16 | 37.8 | .423 | .000 | .700 | 9.1  | 1.2 | .5  | 2.2 | 19.2 |
| 2005     | Indiana  | 13 | 13 | 36.6 | .365 | .000 | .750 | 8.0  | 2.2 | .5  | 2.6 | 16.0 |
| 2006     | Indiana  | 6  | 6  | 36.0 | .524 | .000 | .717 | 7.5  | 1.7 | .5  | 2.3 | 21.0 |
| 2009     | Miami    | 6  | 5  | 27.0 | .549 | .000 | .750 | 4.5  | 1.5 | .5  | 1.5 | 13.3 |
| 2010     | Miami    | 5  | 5  | 23.4 | .205 | .000 | .429 | 5.6  | 1.0 | .8  | 2.0 | 4.2  |
| 2011     | Boston   | 9  | 9  | 21.9 | .488 | .000 | .909 | 4.2  | .9  | .2  | 1.8 | 5.8  |
| Karriere |          | 90 | 69 | 27.7 | .421 | .000 | .717 | 6.7  | 1.1 | .4  | 1.8 | 12.0 |